# Sundkirken (Københavns Kommune)
 For alternative betydninger, se Sundkirken. (Se også artikler, som begynder med Sundkirken)
Sundkirken ligger på Lodivej på Amager.

## Historie
Kirkens arkitekt var G. H. Christiansen.

## Kirkebygningen
Tekst mangler, hjælp os med at skrive teksten

## Eksterne kilder og henvisninger
- Sundkirken hos denstoredanske.dk
- Sundkirken hos KortTilKirken.dk